# Energiepark Wörrstadt
Der Energiepark Wörrstadt befindet sich südöstlich von der rheinhessischen Kleinstadt Wörrstadt in der Nähe der Bundesautobahn 63 und der Bundesstraße 420. Der Energiepark besteht aus einem Solarpark und einem Windpark mit insgesamt 22 Windkraftanlagen (Stand: 2012).

## Anlagen

### Solarpark
Der Solarpark, welcher aus 76.890 First Solar Dünnschicht-Photovoltaik-Modulen mit einer Jahresertrag von rund 5,6 GWh besteht, befindet sich seit Herbst 2008 auf einem ehemaligen landwirtschaftlichen genutzten Gelände zwischen Wörrstadt und Spiesheim. Die Modulfläche beträgt 55.360 Quadratmeter, die Unterkonstruktion besteht aus 1.590 Modultische der Schletter Leichtmetallbau GmbH mit in Summe sieben Solarwechselrichter.
Die unter dem idealisierten Modell Watt Peak errechnete maximale Leistung liegt bei rund 5,6 MW, die sich aus dem jährlichen Ertrag ergebene durchschnittliche Leistung beträgt 0,64 MW. Der Solarpark Wörrstadt hat vom Herbst 2008 bis zum 4. März 2013 insgesamt 20,371 GWh an elektrischer Energie gewonnen, dies entspricht über diesen längeren Durchrechnungszeitraum einer erzielten durchschnittlichen Leistung von 0,52 MW.

### Windpark
Im Windpark kommen insgesamt 22 Anlagen zum Einsatz, die drei verschiedenen Anlagentypen angehören.

#### Enercon E-82
Der Windpark Wörrstadt wurde im Herbst 2009 mit fünf getriebelose Anlagen des Typs Enercon E-82 mit einer Nennleistung von je 2 MW eingeweiht. 2010 folgten fünf weitere Anlagen des Typs Enercon E-82 E2, die über eine auf 2,3 MW gesteigerte Nennleistung verfügen. Die Gesamtleistung liegt damit bei 21,5 MW.
Jede Windkraftanlage hat eine Leistung von 2 bzw. 2,3 MW. Die Nabenhöhe beträgt allen 10 Anlagen 138 Meter, der Rotordurchmesser 82 Meter. Ein Rotorblatt wiegt ungefähr 8 Tonnen, der gesamte Rotor inklusive Nabe und der drei Blätter ungefähr 49,5 Tonnen. Die Gondel ohne Rotor und Generator bringt 21 Tonnen auf die Waage. Der Turm ist als Fertigbetonteil-Stahl-Hybridturm gefertigt und hat ein Gewicht von zirka 1.700 Tonnen, wobei der Betonanteil 93 Prozent und der Stahlteil die restlichen 7 Prozent ausmacht. Das Fundament ist 3,45 Meter tief und hat einen Durchmesser von 22,3 Meter. Das Gewicht des Fundamentes beträgt ungefähr 1.800 Tonnen (davon ca. 50 Tonnen Stahl).
Die Rotordrehzahl liegt bei 6 bis 19,5 Umdrehungen pro Minute. Die Stromproduktion beginnt bei Windstärke 1 bis 2 (2,5 Meter pro Sekunde), die Sturmabschaltung greift bei Windstärke 11 bis 12, was 35 Metern pro Sekunde bei einem orkanartigen Sturm bzw. Orkan entsprechen würde.

#### Enercon E-101
2011 wurden insgesamt 7 Windkraftanlagen des Typs Enercon E-101 aufgestellt. Diese Anlagen verfügen über einen Rotordurchmesser von 101 Metern und eine Nennleistung von 3 MW. Errichtet wurden sie auf Hybridtürmen mit einer Nabenhöhe von 135 Metern. Die Gesamthöhe beträgt 186 Meter. Eine der sieben Anlagen befindet sich im Eigentum der Verbandsgemeinde Wörrstadt. Diese ist damit die erste Kommune in Rheinland-Pfalz, die eine Windkraftanlage kaufte und selbst betreibt.

#### Kenersys K100
2012 erfolgte eine Vergrößerung des Windparks. Entlang der Bundesautobahn 63 wurden zwischen Schornsheim und Udenheim fünf Windkraftanlagen des Typs Kenersys K100 aufgestellt, die jeweils eine Nennleistung von 2,5 MW besitzen sowie über einen Rotordurchmesser von 100 Metern verfügen.

#### Repowering 2021
1997 errichtete Enercon 5 Windkraftanlagen vom Typ Enercon E-40/5.40 mit 40 m Rotordurchmesser und 500 kW Nennleistung. Diese Anlagen wurden 2021 bei einem Repowering abgebaut und durch eine Vestas V150 mit 150 m Rotordurchmesser und 5,6 MW Nennleistung ersetzt. Die neue Anlage soll dabei etwa vier mal so viel Energie liefern wie die fünf Altanlagen zusammen.